# Mój pogląd na literaturę
Mój pogląd na literaturę. Rozprawy i szkice – zbiór esejów i publicystyki literackiej Stanisława Lema po raz pierwszy wydany nakładem Wydawnictwa Literackiego w roku 2003 jako 24. tom "Dzieł zebranych" autora. Posłowie napisał prof. Jerzy Jarzębski.
Dzieło jest podzielone na trzy części, podobnie jak jego pierwowzór – Rozprawy i szkice (1975), skąd pochodzi większość utworów.  Pierwsza część zawiera eseje literackie, druga - omówienia wybranych pozycji literatury (m.in. z serii wydawniczej WL „Stanisław Lem poleca”), trzecia - artykuły dotyczące nauki i technologii.

## Spis utworów
- Do moich Czytelników („Polska” 1973)

- Część pierwsza
  - Niebezpieczne związki (po raz pierwszy w zbiorze Rozprawy i szkice 1975)
  - Głos autora w dyskusji nad »Filozofią przypadku« (po raz pierwszy w zbiorze Rozprawy i szkice 1975)
  - Wyznania antysemioty (po raz pierwszy w zbiorze Rozprawy i szkice 1975)
  - Tzvetana Todorova fantastyczna teoria literatury (po raz pierwszy w zbiorze Rozprawy i szkice 1975)
  - O niekonsekwencji w literaturze (po raz pierwszy w zbiorze Rozprawy i szkice 1975)
  - Markiz w grafie („Teksty” 1979)
  - Science fiction: beznadziejny przypadek – z wyjątkami (1987)
  - Mój pogląd na literaturę („Teksty Drugie” 1990)

- Część druga
  - O Dostojewskim niepowściągliwie (po raz pierwszy w zbiorze Wejście na orbitę 1962)
  - »Lolita« czyli Stawrogin i Beatrycze (po raz pierwszy w zbiorze Rozprawy i szkice 1975)
  - Andrzeja Kijowskiego poema narodowe („Teksty Drugie” 1992)
  - Przedmowa do »Torpedy czasu« A. Słonimskiego (po raz pierwszy w zbiorze Rozprawy i szkice 1975)
  - Posłowie do »Wojny światów« H. G. Wellsa (po raz pierwszy w zbiorze Rozprawy i szkice 1975)
  - Posłowie do »Ubika« Ph. Dicka (po raz pierwszy w zbiorze Rozprawy i szkice 1975))
  - Posłowie do »Niesamowitych opowieści« S. Grabińskiego (po raz pierwszy w zbiorze Rozprawy i szkice 1975)
  - Posłowie do »Pikniku na skraju drogi« i »Lasu« A. i B. Strugackich
  - O powstaniu powieści »Wizja lokalna« (1987)

- Część trzecia
  - »Summa technologiae«. Posłowie do dyskusji (po raz pierwszy w zbiorze Rozprawy i szkice 1975)
  - O poznaniu pozazmysłowym (po raz pierwszy w zbiorze Rozprawy i szkice 1975)
  - Trzydzieści lat później („Wiedza i Życie” 1991)